# Алменд (Нью-Йорк)
Алменд (англ. Almond) — місто (англ. town) в США, в окрузі Аллегені штату Нью-Йорк. Населення — 1512 особи (2020).

## Демографія
Згідно з переписом 2010 року, у місті мешкали 1633 особи в 636 домогосподарствах у складі 461 родини. Було 805 помешкань
Расовий склад населення:
| - 98,0 % — білих - 0,5 % — азіатів - 0,1 % — корінних американців - 0,1 % — чорних або афроамериканців |

До двох чи більше рас належало 1,2 %. Частка іспаномовних становила 1,0 % від усіх жителів.
За віковим діапазоном населення розподілялося таким чином: 25,4 % — особи молодші 18 років, 61,6 % — особи у віці 18—64 років, 13,0 % — особи у віці 65 років та старші. Медіана віку мешканця становила 41,1 року. На 100 осіб жіночої статі у місті припадало 99,6 чоловіків;  на 100 жінок у віці від 18 років та старших — 101,2 чоловіків також старших 18 років.
Середній дохід на одне домашнє господарство  становив 64 949 доларів США (медіана — 57 759), а середній дохід на одну сім'ю — 70 847 доларів (медіана — 70 000). Медіана доходів становила 47 440 доларів для чоловіків та 31 250 доларів для жінок. За межею бідності перебувало 13,6 % осіб, у тому числі 22,9 % дітей у віці до 18 років та 6,4 % осіб у віці 65 років та старших.
Цивільне працевлаштоване населення становило 733 особи. Основні галузі зайнятості: освіта, охорона здоров'я та соціальна допомога — 34,9 %, виробництво — 10,5 %, мистецтво, розваги та відпочинок — 9,7 %.